# Grigory Yablonsky
Grigory Semenovich Yablonsky (russe : Григорий Семенович Яблонский), né à Iessentouki, Kraï de Stavropol, URSS en 1940, est un physico-chimiste soviétique connu pour ses travaux en physique statistique et dans le domaine de la chimie théorique pour ses travaux sur les réactions catalysées et les problèmes de bilan détaillé dans les réactions irréversibles.

## Biographie
Yablonsky obtient un Master of Science en chimie à l'institut polytechnique de Kiev en 1962, puis un Ph.D. en 1971 et un doctorat en sciences en 1989 au Boreskov Institute of Catalysis à Novossibirsk où il travaille jusqu'en 1986.
De 1986 à 1991 il est chef de laboratoire et directeur adjoint de l'institut technologique des Touvains à Kyzyl.
De 1992 à 1997 il est professeur d'ingénierie chimique à l'institut polytechnique de Kiev en Ukraine.
En 1995 il devient professeur associé à l'université de Saint-Louis, poste qu'il occupera à plein temps à partir de 2005, rejoignant le Parks College of Engineering, Aviation and Technology (en) en 2007.

## Ouvrages
- (en) G. S. Yablonskii, V. I. Bykov, A. N. Gorban et V. I. Elokhin, Kinetic Models of Catalytic Reactions, Elsevier, 1991 (ISBN 0080868266, lire en ligne)
- (en) G. B. Marin et G. Yablonsky, Kinetics of Chemical Reactions. Decoding Complexity, Wiley-VCH, 2011
- (en) G. Yablonsky, Chemistry for Engineers, Kendall Hunt Publishing Company, 2012
- (en) D. Constales, G.S. Yablonsky, J. Thybaut, D.R. D’hooge et G. B. Marin, Advanced Data Analysis and Modeling in Chemical Engineering, Elsevier, 2016
- (en) V.I. Bykov, S.B. Tsybenova et G.S. Yablonsky, Chemical Complexity via Simple Models: MODELICS, De Gruyter, 2018

## Distinctions
- Docteur honoraire de l'université de Gand (2010)[2] ;
- Chaire Chevron de l'institut indien de technologie à Madras (2011) ;
- Fellow honoraire de l'Australian Institute of High Energetic Materials à Gladstone (Queensland) (2011) ;
- James B. Eads Award de l'université de Saint-Louis (2013)[3].

- Membre de l'American Institute of Chemical Engineers (1996) ;
- Membre de l'American Chemical Society (2011) ;
- Membre du conseil scientifique sur la catalyse de l'académie des sciences de Russie (2011) ;
- Fellow de l'Academie des Sciences de Saint-Louis (en) (2013).